# شاهينبكلر (سنجك)
شاهينبكلر (بالكردية: Şahinbegan‏) (بالتركية: Şahinbeyler)‏ هي قرية تتبع إداريّاً لمديرية سنجك في محافظة أديامان التركية، بلغ عدد سكانها 261 نسمة في عام 2021.